# Cascades de Agua Azul
L'àrea de protecció de flora i fauna de les cascades de Agua Azul, és una àrea de protecció de flora i fauna de Mèxic localitzada en l'estat de Chiapas de reconeixement internacional.
Les cascades es troben al nord de l'estat de Chiapas, en els límits dels municipis de Tumbalá i Chilón, a 64 km de la ciutat de la zona arqueològica de Palenque (a 60 km per la carretera 199 que va a Ocosingo i 4 km per un desviament de terra).
Les cascades es formen gràcies als afluents dels rius Otulún, Shumuljá i Tulijá, formant gorges no molt profundes amb cingles verticals que donen origen a les seves cascades blanques i blaves. Les aigües tenen aquest bell color blau per les sals de carbonats que porten dissoltes.
La vegetació és de tipus selva de muntanya, exuberant, en algunes parts cobreix el riu, és comú veure troncs d'arbres caiguts petrificats.

## Localització
Per arribar a les cascades Agua Azul es pot accedir per la carretera des de Palenque, que està a 69 km.
En arribar a Tuxtla Gutiérrez, la capital de l'estat de Chiapas, es pren la carretera que condueix a Palenque; abans d'arribar a aquesta ciutat, es trobarà el trencall que porta les cascades. El temps de viatge és de 5 hores i trenta minuts, aproximadament.

## Galeria d'imatges

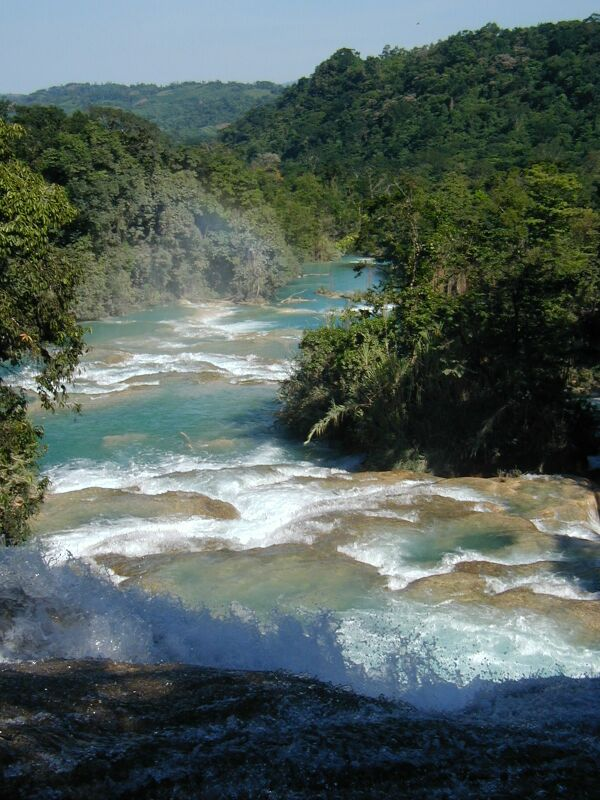
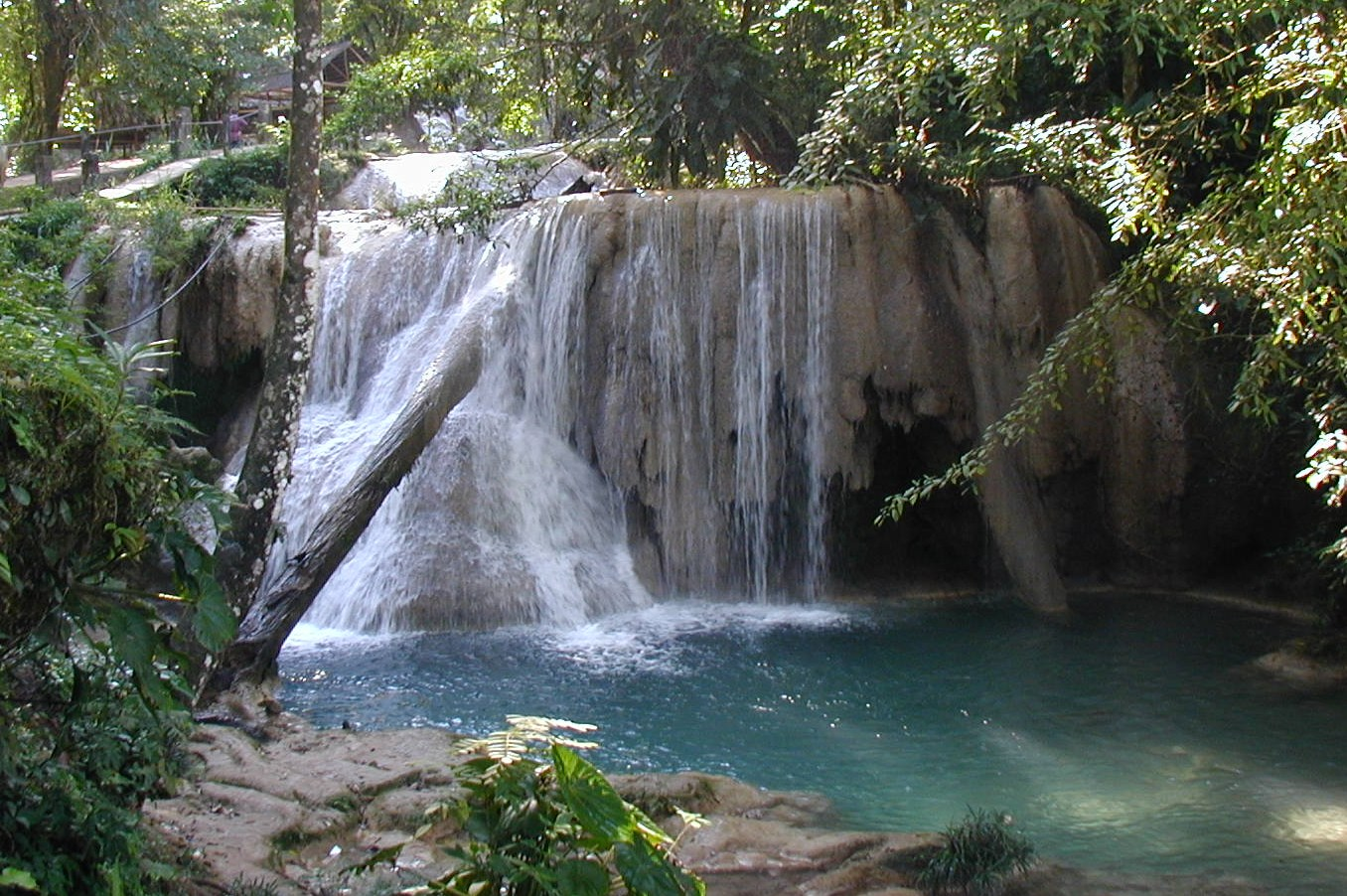
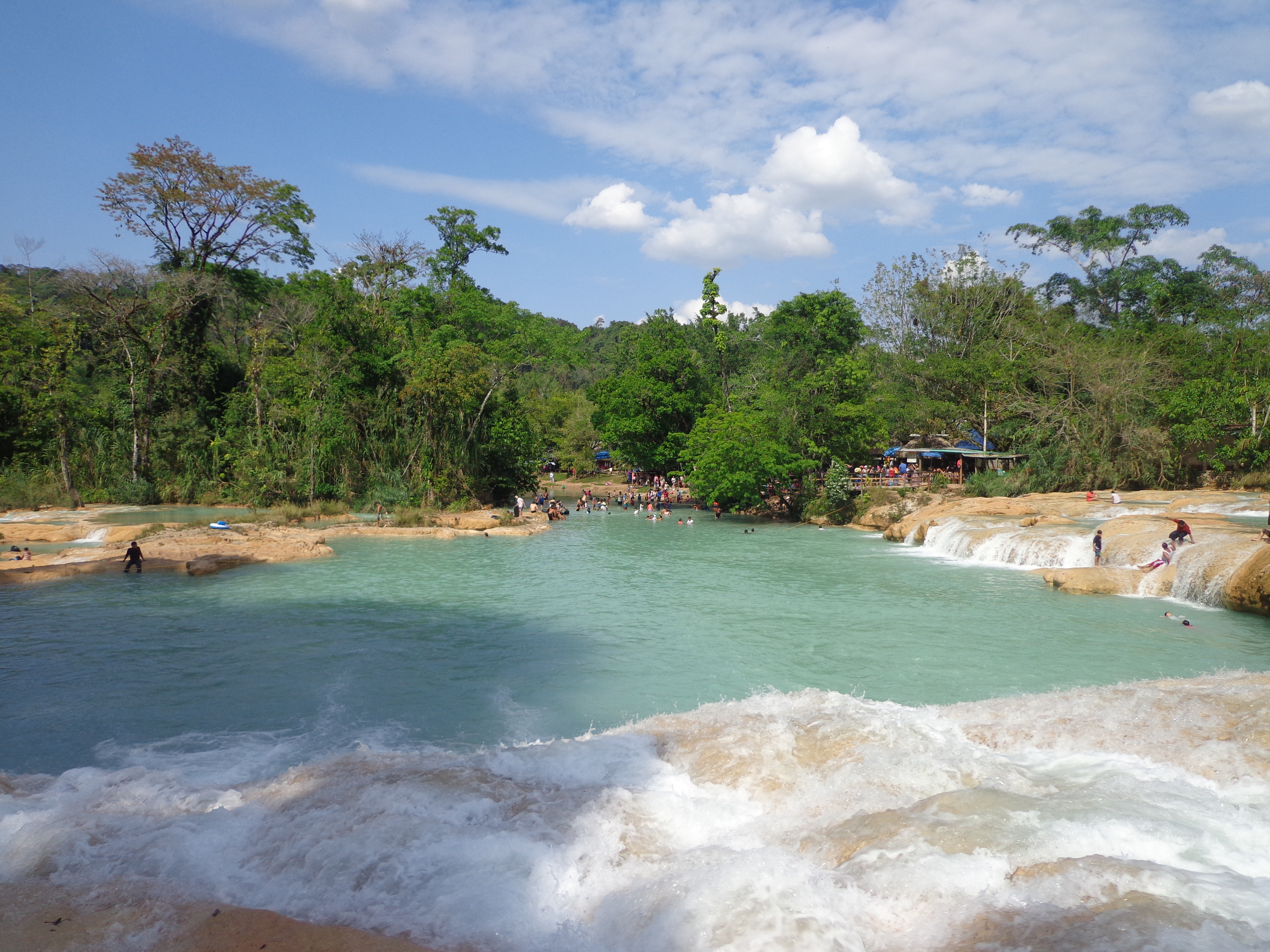